# Olimpiadas de ajedrez de 2018
La 43ª Olimpiada de Ajedrez (también conocida como Olimpiada de Ajedrez Batumi), organizada por la Federación Internacional de Ajedrez y que comprende torneos abiertos y femeninos, así como varios eventos diseñados para promover el juego de ajedrez, se celebró en Batumi, Georgia, del 23 de septiembre al 6 de octubre del 2018. Esta es la primera Olimpiada de Ajedrez que tiene lugar en Georgia, y la Federación Georgiana de Ajedrez también ha sido sede de la copa mundial de ajedrez 2017 en Tbilisi.
El número total de participantes es de 1667, con 920 en el Abierto y 747 en el evento de Mujeres. El número de equipos registrados es de 185 de 180 países en la sección Abierta y 151 de 146 naciones en la sección de Mujeres. Ambas secciones establecen registros de participación del equipo. La sede principal de la Olimpiada de Ajedrez es el Palacio Deportivo Batumi, mientras que la ceremonia de apertura tuvo lugar en el Mar Negro Arena y la ceremonia de clausura se llevará a cabo en el Batumi State Music Center. El principal árbitro del evento es el árbitro internacional de Grecia, Takis Nikolopoulos. 
Jorge Cori Tello obtuvo medalla de oro, tras obtener siete triunfos, y unas tablas, con una performance de 7.5 de ocho partidas jugadas. 